# Berbamunina sintasi
La berbamunina sintasi è un enzima appartenente alla classe delle ossidoreduttasi, che catalizza la seguente reazione:
(S)-N-metilcoclaurina + (R)-N-metilcoclaurina + NADPH + H+ + O2 ⇄ berbamunina + NADP+ + 2 H2O
Si tratta di una proteina eme-tiolata (P-450). Genera la berbamunina (alcaloide della bisbenzilisochinolina) mediante l'ossidazione del fenolo della N-metilcoclaurina senza l'incorporazione dell'ossigeno nel prodotto. La reazione delle due molecole (R)-N-metilcoclaurina produce il dimero guattagaumerina.